# 26 Brygada Artylerii Haubic

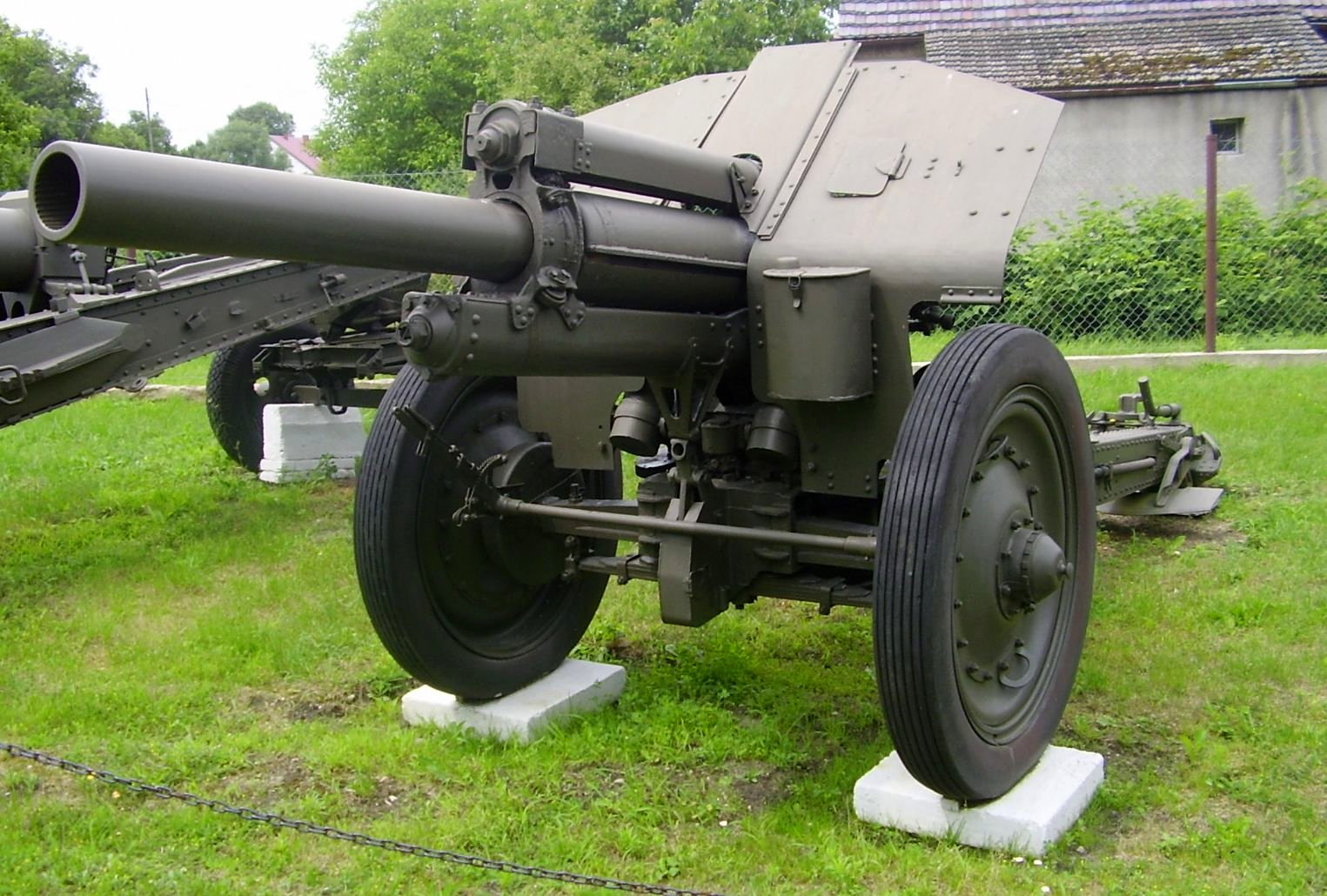
122 mm haubica wz. 1938 (M-30)

26 Brygada Artylerii Haubic – związek taktyczny artylerii Wojska Polskiego.

## Formowanie i zmiany organizacyjne
W wyniku wprowadzenia planu przyśpieszonego rozwoju WP na lata 1951–1953,  wiosną 1951, na bazie 68 pułku artylerii haubic sformowano 26 Brygadę Artylerii Haubic.
Brygada wchodziła w skład 8 Dywizji Artylerii Przełamania z Orzysza. Brygadę rozwiązano we wrześniu 1955 roku.

## Struktura organizacyjna
dowództwo - Orzysz
- 68 pułk artylerii haubic
- 123 pułk artylerii haubic
- 140 pułk artylerii haubic

Brygada liczyła  ok. 2300 żołnierzy i uzbrojona była w 120 haubic 122 mm.